# Macrocera armata
Macrocera armata är en tvåvingeart som beskrevs av Freeman 1951. Macrocera armata ingår i släktet Macrocera och familjen platthornsmyggor. Inga underarter finns listade i Catalogue of Life.